# Den store ildebrand i Frederiksted
Den store ildebrand i Frederiksted (engelsk: The Fireburn) var kulminationen på en arbejderopstand i Frederikssted på De vestindiske øer i oktober 1878. Efter flere år med dårlige høstudbytter, en række naturkatastrofer og kummerlige arbejdsforhold, gjorde de frigivne slaver oprør. Varehuse, pakhuse og butikker blev plyndret og antændt. Generalguvernør Janus August Garde beordrede militære styrker fra Christiansted til Frederiksted for at drive oprørerne ud af byen. Oprøret fortsatte i fem dage, mens kampene gradvis fortrak til landet, hvor der blev sat ild på sukkerraffinaderier og en række godser. Begivenhederne blev i historien husket som "den store ildebrand i Frederiksted" i 1878.

## Baggrund
Frederikssted havde været skueplads for vigtige begivenheder i Sankt Croix' historie. I 1848 marcherede 8.000 slaver mod Frederiksted for at gøre krav på øjeblikkelig frigivelse, i stedet for at følge den planlagte gradvise frigivelse over tolv år, som den danske konge havde besluttet. Slaverne truede med at gøre oprør og sætte ild til hele byen. Guvernør Peter von Scholten, der var opmærksom på truslen, læste fra Fort Frederik sin berømte erklæring: "Alle de, der på De Danske Vestindiske Øer ikke er frie, kan fra i dag anse sig for at være frie...".
Slaverne var nu frigivne, men blev tvunget til at underskrive langtidskontrakter, som bandt dem og deres familier til plantagerne under slavelignende vilkår.
Disse kontrakter, der var udfærdiget i henhold til et "midlertidigt arbejdsreglement", var stadig gældende i 1878, tredive år efter slavernes frigivelse og anledning til en række problemer for kolonimagten og plantageejerne på Sankt Croix. Skiftedagen, den eneste dag om året, hvor det var tilladt at skifte arbejdsplads, begyndte fredeligt, men spændingsniveauet steg hurtigt i løbet af dagen, og de frigivne slaver endte med at gøre oprør i Frederiksted efter flere år med dårlige høstudbytter og en række naturkatastrofer. Arbejderne forsøgte at få adgang til byens fort, men da det ikke lykkedes, kastede de sig i stedet over selve byen og dens omgivelser og satte ild til plantager og bygninger med relation til sukkerproduktionen, som sukkerværker og -lagre, men også almindelige beboelsesbygninger blev ramt. I alt gik omkring 50 bygninger op i flammer under opstanden. Militærstyrker fra Christiansted kom til Frederiksted for at drive oprørerne ud af byen. Oprøret fortsatte i fem dage, mens kampene gradvis fortrak til landdistrikterne, hvor der blev sat ild på sukkerraffinaderier og en række godser. Begivenhederne blev i historien husket som "den store ildebrand" i 1878.

## Brandene
En gruppe slaver samlede sig i Frederiksted med krav om højere lønninger og bedre arbejdsvilkår. Skønt det startede som en fredelig demonstration, udviklede de sig til voldelige episoder, efter at et rygte om, at en tilskadekommen demonstrant var blevet mishandlet og døde i politiets varetægt. Oprørerne kastede sten efter de udkommanderede danske soldater, som besvarede angrebene med geværild. Oprørerne måtte opgive et forsøg på at erobre fortet, hvor soldaterne havde barrikaderet sig. I stedet vendte oprørerne fokus mod selve byen, hvor de antændte en række bygninger.
Den 4. oktober ankom britiske, franske og amerikanske krigsskibe til St. Croix og fremsatte tilbud om at assistere i nedkæmpelsen af oprøret. Janus August Garde sendte skibene bort, idet han var sikker på, at hans egne tropper ville få situationen under kontrol. Nogle af soldaterne fik dog våben til låns af de britiske soldater. Dagen efter beordrede generalguvenør Janus August Garde alle de strejkende arbejdere tilbage til deres arbejde på plantagerne. De, der nægtede, blev officielt erklæret som rebeller. Desuden blev det for alle arbejdere på øen forbudt at forlade deres plantager uden skriftlig tilladelse fra ejeren. Midt I oktober begyndte oprøret at dø ud.

## De tre "dronninger"
Flere af lederne af oprøret var kvinder. Tre af disse blev idømt dødsstraf, men fik dommen forvandlet til tugthus på livstid og blev ført til Danmark for at afsone fængselsstraffen i Kvindefængslet på Christianshavn. Kvinderne er skrevet ind i historiebøgerne som ”de tre dronninger” ("Fire Queens"), Mary Thomas "(Queen Mary)", Axeline Elisabeth Salomon "(Queen Agnes)" og Mathilde McBean "(Queen Mathilde)".. "Queen Mary" blev allerede i 1880’erne kendt fra en folkesang, der var skrevet til minde om hendes rolle i oprøret.
De tre kvinder blev anbragt i Kvindefængslet på Christianshavn, indtil de i 1887 blev sendt tilbage til Christiansted på Sankt Croix, hvor de tilbragte resten af deres fængselstid. Man ved, at Mary Thomas døde i fængslet der i 1905.
I 2004 afslørede historikeren Wayne James på baggrund af hidtil upublicerede dokumenter detaljer om kvindernes liv i fængslet, ligesom han påpegede, at der var en fjerde ”dronning”, Susanna Abramsen, der var kendt under tilnavnet "Bottom Belly".

## Efterspil
Oprøret førte til store skader på bygninger og bekostelige skader på plantagerne. Store dele af Frederikssted matte genopbygges. Dette blev gjort i den victorianske stil. Byen har derfor stadig et meget ensartet præg. Udsmykningen skete med træskærerarbejder, fordi der var mange dygtige træskærere blandt de frigivne slaver i byen. 
De direkte skader er blevet opgjort til 60 sorte arbejderes to soldaters og en plantageejers død, mens 14 kvinder omkom ved en eksplosion. 12 oprørere blev dømt til døden og hængt den 5. oktober 1878. Der er dog rejst tvivl ved denne opgørelse. Det retslige efterspil ved lokale standretter førte til, at 12 oprørere henrettedes øjeblikkeligt til skræk og advarsel. 40 dødsdømte fik straffen forvandlet til langvarige fængselsstraffe.
Året efter den store brand blev der udfærdiget nye standardkontrakter for plantagearbejderne. Disse skulle angiveligt forbedre løn- og arbejdsvikårene, men viste sig i praksis ikke at resultere i forbedringer for arbejderne.
De nye regler svarede mere til den danske tyendelov fra 1854, men den danske grundlov fra 1849 blev aldrig indført i Dansk Vestindien. 
Hovedvejen mellem Christiansted og Frederiksted blev i 1972 officielt omdøbt til Queen Mary Highway efter Mary Thomas, ligesom der er rejst statuer af de tre "dronninger", som i 2025 stadig fejres som heltinder på øerne. 